# James Marsters
James Wesley Marsters (Greenville, California; 20 de agosto de 1962) es un actor y músico estadounidense. Es más conocido por interpretar a Spike en la serie Buffy the Vampire Slayer y su spin-off, Ángel, ambas de UPN, de 1997 a 2004, y a Victor Stein en la serie de Hulu Runaways, ubicada dentro del Universo cinematográfico de Marvel.

## Biografía
Marsters se crio en la ciudad de Greenville, California. Es hijo de James Williams, pastor protestante, y Margaret Lynn, trabajadora social. Tiene una hermana mayor, Susan (1960), y un hermano menor, Paul (1964).
Desde pequeño quería ser actor. En el cuarto curso interpretó a Eeyore (Igor) en Winnie the Pooh. Luego se unió al grupo de teatro en el Instituto Davis, actuando en muchas obras, incluyendo musicales. Después de graduarse, Marsters estudió en el 'Pacific Conservatory of the Performing Arts', de 1980 a 1982, y en el 'Juilliard Drama School', de 1982 a 1984.
En una intervención en Loveline, un programa de radio a principios de 2003, habló muy negativamente sobre su experiencia en la escuela Juilliard, de la cual básicamente dijo 'me dieron patadas'. También dijo que ellos no estuvieron preocupados sobre ser amables y que eso 'no era una escuela de interpretación, más bien era una escuela de discursos'.
Además de su faceta como actor, Marsters es cantante y forma parte de un grupo musical llamado Ghost of The Robot.
Ha estado casado con Liane Davidson. Juntos tienen un hijo llamado Sullivan, nacido en 1996. Fue novio de Brianna Lonewig, Liz Stauber y Alison MacInnis. En julio de 2010 se casó con Patricia Rahman.

## Carrera como actor
Marsters se fue a Chicago, donde su primer trabajo profesional como actor fue en el papel de Ferdinand en La tempestad, de William Shakespeare, en el 'Goodman Theatre' en 1987. En esta producción, lo hicieron rodar desnudo atado a una rueda. Él también apareció con empresas de Chicago conocidas, como el 'Northlight Theatre' y el 'Bailiwick Repertory Theatre', y con su propio grupo, el 'Genesis Theatre Company'. Marsters fue nominado en los premios 'Joseph Jefferson Awards' por su papel de Robespierre en el drama de seis horas Incorruptible: The Life, Death and Dreams of Maximilian de Robespierre en 1989.
En 1990, Marsters se fue a Seattle y, con Liane Davidson y Gregory Musick, formó el 'New Mercury Theatre', antes llamado Orson Welles. En esta y otras empresas, Marsters estuvo implicado en una amplia gama de proyectos, incluyendo Teechers (una producción británica de John Godber), Antigone (de Jean Anouilh) y un trabajo original basado en los libros de Dr. Seuss y Misalliance (de George Bernard Shaw).
En 1992 Marsters consiguió su primer trabajo de interpretación de televisión en Doctor en Alaska, un show que fue estrenado cerca de Seattle, en el que él apareció en dos episodios, como un botones y un sacerdote. Ha hecho apariciones de invitado por televisión en la serie Andrómeda, así como en las películas independientes Chance (2002), Winding Roads (1999) y en 2005 en la película Cool Money. En 1999, Marsters tuvo un pequeño papel en la nueva versión de House on Haunted Hill como un operador de TV. Durante noviembre de 2005, Marsters filmó una película de suspense, Shadow Puppets, con Jolene Blalock.

### Marsters como "Spike"
Fue notable y aclamada su actuación como Spike en la serie de televisión Buffy, la cazavampiros, apareciendo por primera vez en la segunda temporada, donde atrajo la atención del gran público. La respuesta inmediata de los fanes impidió que su personaje muriese, lo que era la idea original. Por ello, participó en todas las demás temporadas de la serie. Cuando interpretaba a este personaje no podía ir a la playa para evitar broncearse. Spike se convirtió en un personaje fijo en la cuarta temporada, y permaneció así hasta el final de la serie. Después del final de Buffy, la cazavampiros, Marsters interpretó a Spike en la última temporada de su spin-off, Ángel. En abril de 2004, después del final de Ángel, Marsters, que tenía en el contrato que cuando hacía el papel de Spike el deber de tener el pelo blanqueado, se lo afeitó en el programa On Air with Ryan Seacrest. Se inspiró para su acento inglés de Spike en Anthony Stewart Head, quien interpretaba al bibliotecario y vigilante Rupert Giles. Aparte del papel que interpretó, Marsters también escribió un cómic, Buffy the Vampire Slayer: Spike and Dru.

### Otros trabajos
Marsters también ha narrado los libros interactivos Los archivos de Dresden, producidos por 'Buzzy Multimedia', una serie de novelas policíacas con una inclinación sobrenatural. El tercer audio en la serie, Grave Peril, fue lanzado al mercado en marzo de 2005 y Marsters fue contratado para relatar el cuarto en la serie, El caballero de verano, en 2006. Más tarde en 2005, Marsters apareció en la serie de televisión Smallville como el Doctor Milton Fine, más conocido como Brainiac, en ocho episodios de la quinta temporada de la serie. En la séptima temporada volvió como una persona normal.
El 29 de octubre de 2005, Marsters presentó dos funciones de su propia adaptación abreviada de Shakespeare de Macbeth, junto a la actriz estadounidense Cheryl Puente como Lady Macbeth, seguida de una sesión de preguntas y respuestas con la audiencia, además de realizar una serie de conciertos acústicos en Londres.
En septiembre de 2006, la propia interpretación de Marsters de Teechers, de John Godber, fue realizada en el Queen Mary con otros dos actores en Los Ángeles. Esta producción recibió la aclamación crítica como actor teatral antes de su trabajo en televisión. Marsters coprotagonizó la película de 2007, Posdata, te amo, junto a Hilary Swank, Gerard Butler y Kathy Bates.
El 19 de junio de 2007, confirmó en su sitio web que sería protagonista junto a John Barrowman de un episodio de la serie Torchwood, spin-off de Doctor Who. El 15 de agosto de 2007, Marsters anunció en su sitio web que se había unido al elenco de la serie Sin rastro como el Detective Mars. El 18 de septiembre del mismo año, Marsters informó de que participaría en la película animada Superman: El día del juicio final, proporcionando la voz al icónico villano Lex Luthor. La película recibió críticas sobre todo positivas, con la mayor parte de los críticos y admiradores declarando que Marsters y su coprotagonista, Adam Baldwin (quien dio voz a Superman), habían cumplido con sus papeles.
El 26 de septiembre de 2007, Kristin Dos Santos, reportera de E!Online reveló que Marsters actuaría de nuevo en su papel de Milton Fine/Brainiac en la séptima temporada de Smallville, apareciendo en cuatro episodios previsto para enero de 2008. También reprensentó el papel de Piccolo en la película Dragonball Evolution.
Además de esto, también en 2008 apareció en dos episodios de la segunda temporada de Torchwood, el primero y el último, haciendo el papel del antiguo compañero de Jack.
Entre 2010 y 2014 interpretó a Victor Hesse en la serie Hawaii 5.0.
Además, entre 2017 y 2019 apareció como el villano Victor Stein en la serie de Hulu Runaways, ambientada en el Universo cinematográfico de Marvel.

## Carrera musical
Marsters además de actuar es músico y por años tocó la guitarra y cantó bares y clubes de Los Ángeles, antes de grabar su primer disco. Para estas actuaciones en solitario, interpretaba versiones de clásicos del rock y el folk de artistas como Tom Waits, Neil Young y Bruce Springsteen. Además, cantó varias canciones en el episodio musical de Buffy, la cazavampiros "Once More, with Feeling".

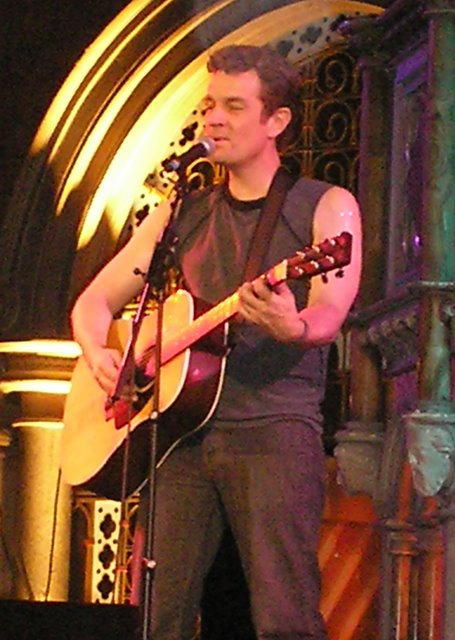
James Marsters dando un concierto el 4 de mayo de 2007.

Entre 2003 y 2004, Marsters fue el vocalista del grupo de rock Ghost of the Robot. Su álbum debut Mad Brilliant fue estrenado el 2 de febrero de 2003. La banda hizo sus primeras actuaciones en Los Ángeles y París. Luego continuaron continuaron alrededor de Los Ángeles e hicieron dos viajes por Europa, en 2003 y 2004. Además de Mad Brilliant, pusieron a la venta tres sencillos ("Valerie", "David Letterman" y "New Man") y grabaron la canción "It's Nothing". Todas estas producciones fueron escritas o coescritas por Marsters. 
La carrera musical en solitario de Marsters comenzó en octubre de 2004, en Londres. Su solo acústico en el Reino Unido en abril de 2005 fue vendido en el extranjero. Un nuevo álbum solista, Civilized Man, fue estrenado sobre el 15 de abril de 2005. Este incluía nuevas canciones, como "Katie" y "Smile". 
Marsters interpretó canciones del álbum en vivo en Detroit, Houston y Sacramento. Diez de las once canciones fueron escritas por Marsters.
Nuevas canciones como solista no incluidas en el álbum pero cantadas en conciertos incluyen "Birth of the Blues", "Finer than Gold", "Louise" y "London City". "Finer than Gold", "London City" y "Louise" fueron compuestas mientras estaba de gira en el Reino Unido en abril de 2005. "Birth of the Blues" fue compuesta por Marsters en Ámsterdam en 2004 viajando con su ahora desaparecida banda.
Durante su miniviaje en octubre de 2005 al Reino Unido, Marsters introdujo otras nuevas canciones a su repertorio: "Button Down Vandals", "Up On Me" y "All That She Wanted". Estas canciones estaban disponibles sólo en la reedición de Words and Music, un DVD recopilatorio que contenía su versión abreviada de Macbeth así como canciones suyas en solitario. Durante un concierto de septiembre de 2006, "James Marsters & Friends", Marsters estrenó varias canciones nuevas, incluyendo "The Truth Is Heavy", "Fall of Night", "Jealous Man" y "Not a Millionaire". Todas estas canciones reflejaban su nuevo estilo de música blues y sonido folk. También realizó una versión del clásico de Keb Mo "Baby Blue".
En 2007, Marsters realizó varios conciertos en el Reino Unido y estrenó dos nuevas canciones en Cardiff: "Layabout" y "Looking At You". Estas canciones, así como un poco de su trabajo antes no registrado, fueron estrenadas en el segundo álbum de Marsters, lanzado en Los Ángeles y Cardiff en octubre y noviembre de 2007 respectivamente. El nuevo álbum, Like a Waterfall, incluye doce canciones. Todas escritas por Marsters, fueron tocadas y registradas en vivo, no en el estudio. Una excepción es "When I Was a Baby", una canción nunca antes tocada en público. Like a Waterfall fue producida por Ryan Shore]y destaca a otros músicos, incluyendo Blair Sinta, quien trabajó para artistas como Alanis Morissette.

## Filmografía
| Cine            | Cine                                  | Cine                                                       | Cine |
| Año             | Título                                | Rol                                                        | Notas |
| --------------- | ------------------------------------- | ---------------------------------------------------------- | --- |
| 1999            | House on Haunted Hill                 | Meteorólogo del Canal 3                                    | |
| 2002            | Chance                                | Simon                                                      | |
| 2007            | Shadow Puppets                        | Jack                                                       | |
| 2007            | Superman: Doomsday                    | Lex Luthor (voz)                                           | |
| 2007            | P.S. I Love You                       | John McCarthy                                              | |
| 2009            | Dragonball Evolution                  | Lord Piccolo                                               | |
| 2015            | Dudes & Dragons                       | Lord Tensley                                               | |
| Televisión      |                                       |                                                            | |
| Año             | Título                                | Rol                                                        | Notas |
| 1992–1993       | Northern Exposure                     | Bellhop Reverendo Harding                                  | Episodios: "It Happened in Juneau" y "Grosse Pointe 48230"                                                                  |
| 1995            | Medicine Ball                         | Mickey Collins                                             | Episodio: "Heart and Sole"                                                                                                  |
| 1997            | Moloney                               | Billy O'Hara                                               | Episodio: "Herniated Nick"                                                                                                  |
| 1997–2003       | Buffy, la cazavampiros                | Spike                                                      | 96 episodios |
| 1999–2004       | Ángel                                 | Spike                                                      | 24 episodios |
| 1999            | Millennium                            | Eric Swan                                                  | Episodio: "Collateral Damage"                                                                                               |
| 1999            | Winding Roads                         | Billy Johnson                                              | Película para televisión |
| 2001            | The Enforcers                         | Charles Haysbert                                           | Miniserie |
| 2001            | Strange Frequency                     | Mitch Brand                                                | Segmento: "Soul Man" |
| 2001            | Andrómeda                             | Charlemagne Bolivar                                        | Episodio: "Into the Labyrinth"                                                                                              |
| 2003            | Spider-Man: The New Animated Series   | Sergei (voz)                                               | 2 episodios |
| 2004            | The Mountain                          | Ted Tunney                                                 | Episodio: "A Piece of the Rock"                                                                                             |
| 2005            | Cool Money                            | Bobby Comfort                                              | Película para televisión |
| 2005–2010       | Smallville                            | Profesor Milton Fine/Brainiac/Brainiac 5                   | Temporada 5, 8 episodios Temporada 7, 4 episodios Temporada 8, sólo voz, sin acreditar Temporada 10, episodio: "Homecoming" |
| 2007–2008       | Without a Trace                       | Detective Grant Mars                                       | Episodios: "Lost Boy", "Clean Up", "One Wrong Move" y "Article 32"                                                          |
| 2007            | Saving Grace                          | Dudley Payne                                               | Episodio: "Bring It On, Earl"                                                                                               |
| 2008            | Torchwood                             | Capitán John Hart                                          | Episodios: "Kiss Kiss, Bang Bang", "Fragments" y "Exit Wounds"                                                              |
| 2008            | The Capture of the Green River Killer | Ted Bundy                                                  | Miniserie |
| 2008            | Star Wars: The Clone Wars             | Capitán Argyus (voz)                                       | Episodio: "Cloak of Darkness"                                                                                               |
| 2009            | Moonshot: The Flight of Apollo 11     | Buzz Aldrin                                                | Película para televisión |
| 2009            | High Plains Invaders                  | Sam Denville                                               | Película para televisión |
| 2009            | Numb3rs                               | Damien Lake                                                | Episodio: "Guilt Trip" |
| 2009            | The Super Hero Squad Show             | Reed Richards/Mister Fantastic (voz)                       | 5 episodios |
| 2009            | Lie to Me                             | Pollack                                                    | Episodio: "Truth or Consequences"                                                                                           |
| 2010            | Caprica                               | Barnabas Greeley                                           | Episodios: "Know Thy Enemy", "End of Line", "Unvanquished" y "Retribution                                                   |
| 2010–2011, 2014 | Hawaii Five-0                         | Victor Hesse                                               | Episodios: "Pilot", "Hana 'a'a Makehewa", Ha'i'ole" e "Ina Paha"                                                            |
| 2011            | Supernatural                          | Donald Star                                                | Episodio: "Shut Up, Dr. Phil"                                                                                               |
| 2011            | Three Inches                          | Troy Hamilton                                              | Episodio: "Pilot" |
| 2012            | Metal Hurlant Chronicles              | Brad Davis                                                 | Episodio: "Shelter Me" |
| 2013            | Wedding Band                          | Declan Horn                                                | Episodio: "Personal Universe"                                                                                               |
| 2013            | Warehouse 13                          | Profesor Bennett Sutton/El conde de St. Germain            | 3 episodios |
| 2013            | Scooby-Doo! Mystery Incorporated      | Hombre rico de la carretera/Bibliotecario/Hombre # 2 (voz) | Episodio: "Stand and Deliver"                                                                                               |
| 2013            | Ultimate Spider-Man                   | Korvac (voz)                                               | Episodio: "Guardians of the Galaxy"                                                                                         |
| 2014            | Witches of East End                   | Tarkoff                                                    | 7 episodios |
| 2015            | The Devil You Know                    | Reverendo George Burroughs                                 | Episodio: "Pilot" |
| 2016            | ViDiOTS                               | Él mismo                                                   | |
| 2017–2019       | Runaways                              | Victor Stein/El Magistrado                                 | Elenco principal |